# Ojă semipermanentă
Oja semipermanentă este o formulă hibrid dintre un lac de unghii clasic și un gel, cu textură lejeră și cu o strălucire specială. Rezistența unei manichiuri cu ojă semipermanentă este de până la patru săptămâni, așadar mult mai mare decât cea a unei manichiuri realizate cu lacul de unghii tradițional.    

## Istorie
Înfrumusețarea unghiilor era o activitate care se practica încă din Egiptul Antic. Egiptenii purtau unghii pictate cu culori de henna sau cu un colorant natural obținut din rădăcina de alkanna. Chiar Cleopatra își purta unghiile într-o culoare ruginie, iar Nefertiti a fost cea care, pentru prima dată în istorie, și-a vopsit unghiile în culoarea roșie. Până târziu, în Evul Mediu, vopsirea unghiilor în culoarea roșie era un indice al apartenenței la clasele sociale superioare.  
În secolele XVII-XIX, manichiura nobililor era realizată cu aur, argint și fildeș. Se foloseau pudre colorate pentru a realiza unghii strălucitoare. Abia în anii 1920 a fost inventat lacul de unghii, cunoscut astăzi, în componența căruia a fost introdusă nitroceluloza.  
În timpul Primului Război Mondial, America a intrat în posesia unor brevete de chimie germane, pe care le-a vândut unor companii americane. Așa au apărut vopselele de mașină extrem de lucioase. A fost doar un pas până la dezvoltarea lacului de unghii. Michelle Menard, un cosmetician francez, a avut minunata idee de a adapta vopselele de mașini pentru a produce lac de unghii. Compania la care Michelle era angajat a văzut potențialul enorm al descoperirii și a investit în perfecționarea substanței, astfel că a fost creată și prima ojă opacă, fără striații, bazată pe pigmenți. 
În 1932 a fost comercializat primul lac de unghii modern. Femeile au fost tot mai convinse de avantajele folosirii lacurilor de unghii abia prin anii 1940, când vedetele hollywoodiene precum Rita Hayworth, Greta Garbo sau Jean Harlow au început să le promoveze.
În 1982 a apărut pentru prima dată Gelul UV și lampa UV, acestea fiind create de James Giuliano.  

## Avantaje
Rezistența unei manichiuri cu ojă semipermanentă este mult mai mare decât rezistența manichiurii clasice, cu lac de unghii tradițional. Durata ojei semipermanente pe unghii poate ajunge până la 4 săptămâni. Oja semipermanentă este ideală pentru unghiile exfoliate sau casante, deoarece ajută la fortifierea acestora. În plus, oferă unghiilor un aspect mai natural, în comparație cu unghiile false. 
Aplicarea ojei semipermanente este rapidă și ușoară. Ea poate fi folosită peste unghii scurte sau peste unghii foarte lungi, peste gel UV sau peste unghii din acryl.  
Oja semipermanentă este ușor de îndepărtat. Dizolvarea cu soak off remover sau cu acetonă pură presupune împachetarea degetelor cu foițele speciale de îndepărtat gel lacuri.  

## Tipuri de ojă semipermanentă
Bază
Baza pentru ojele semipermanente este un agent de adeziune care asigură o aderență perfectă a ojei semipermanente pe unghie. Baza se aplică în strat subțire, sigilând bine vârful și lateralele unghiei, fără a atinge cuticula. Înainte de aplicarea bazei de poate folosi un deshidrator (Nail Prep).  
În general, bazele sunt transparente sau au culori lăptoase.  
Culoare
Disponibile într-o varietate de culori, cu textură lucioasă ori mată, culorile de oje semipermanente se aplică într-un strat sau chiar în două straturi (după preferință) pe unghie, după ce a fost aplicată baza. 
Ojele semipermanente conferă luciu puternic unghiei naturale (cu excepția celor cu textură mată) care nu se estompează în timp. În funcție de cât sunt de calitative, acestea oferă o rezistență de 4-6 săptămâni pe unghii. Acestea se usucă la lampa LED în doar 30 de secunde, iar la lampa UV în 120 de secunde. 
Top
Top Coat-ul constituie stratul de sigilare în tehnica manichiurii cu ojă semipermanentă. Este vorba despre ultimul strat care se aplică pe unghie, după culoare. Top Coat-ul poate avea textură mată sau lucioasă.

## Manichiura cu ojă semipermanentă
În zilele noastre, manichiura realizată cu ojă semipermanentă este tot mai solicitată de femeile care își doresc un aspect frumos și îngrijit al unghiilor. Mai cu seamă că unghiile unei femei au un rol estetic ce cântărește mult în crearea unei prime impresii.
Tehnica ojei semipermanente este utilizată în mai toate saloanele de înfrumusețare din România și nu numai. 
Există numeroase tehnici de aplicare și de îndepărtare a ojei semipermanente de pe unghii, dar și diverse tipuri de design realizate cu acest produs revoluționar în industria frumuseții. 
Posibilități variate de personalizare a manichiurii
Oja semipermanentă profesională oferă multe posibilități de personalizare a manichiurii. Pe lângă faptul că este disponibila în foarte multe nuanțe, ea poate fi mată sau lucioasă, permite aplicarea a stickerelor, a paietelor și chiar a particulelor de glitter. Există și oje semipermanente cu efect termic, care își schimbă nuanța în funcție de temperatura pielii.